# I wojna kappelska

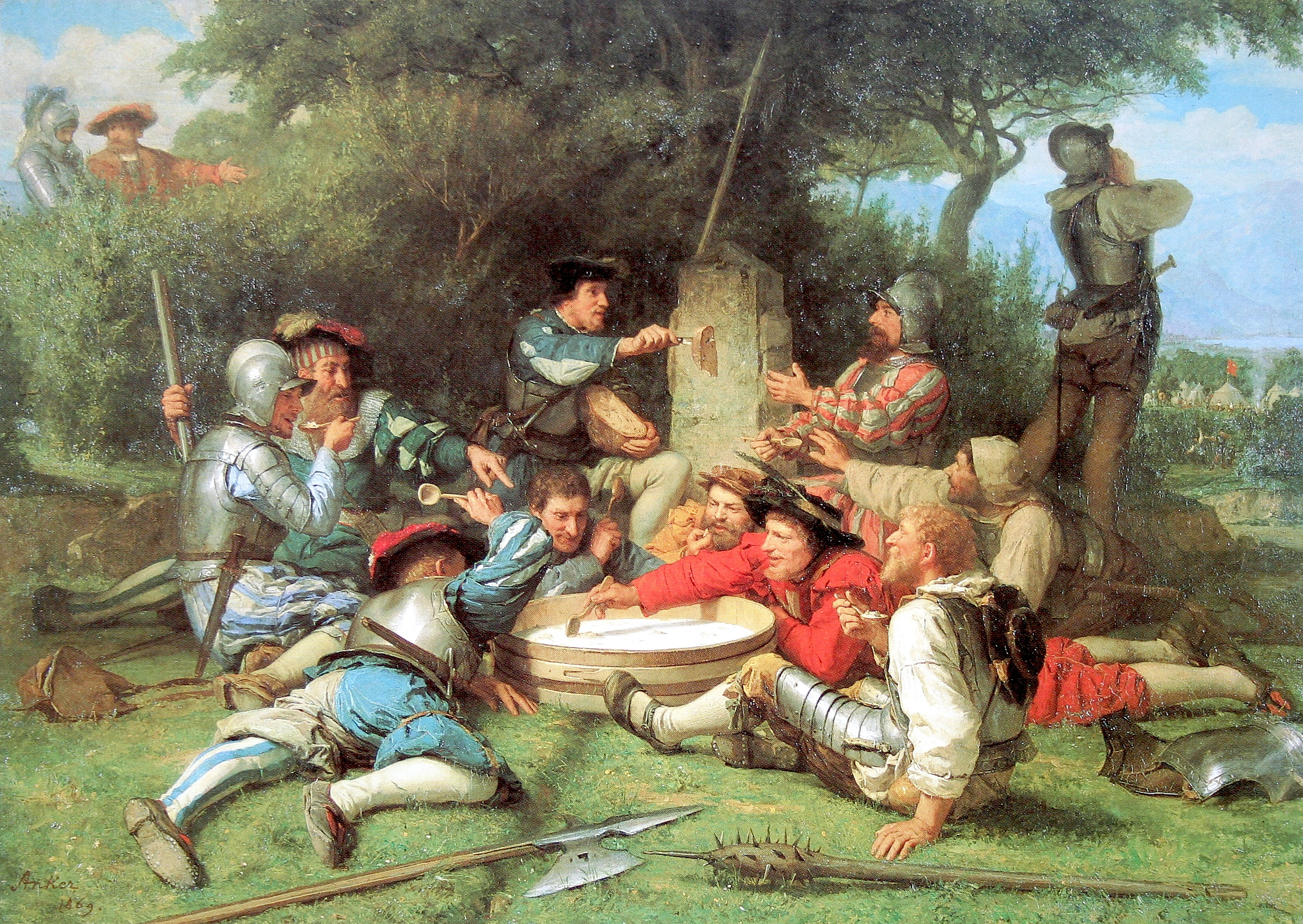
Mleczna zupa kappelska – obraz Alberta Ankera

I wojna kappelska – konflikt zbrojny pomiędzy miastami katolickimi i protestanckimi w Szwajcarii, mający miejsce w roku 1529. Pomimo mobilizacji wojsk obydwu stron konfliktu do starć zbrojnych nie doszło na skutek mediacji, a także fraternizacji żołnierzy z obydwu obozów. W efekcie zwaśnione strony spożyły wspólnie posiłek zwany mleczną zupą kappelską – niem. Kappeller Milchsuppe.

## Przebieg konfliktu
W roku 1529 reformator zuryski Huldrych Zwingli, mając na celu dalszą ekspansję reformacji w Szwajcarii, zawarł z innymi miastami protestanckimi sojusz, tzw. Christliches Burgrecht (niem.). Porozumienie to skierowane było z jednej strony przeciwko Austrii, z drugiej zaś przeciw miastom katolickim w Szwajcarii: Lucernie, Uri, Schwyz, Zug i Unterwalden. Miasta te przy wsparciu Austrii założyły w odpowiedzi tzw. Zjednoczenie Chrześcijańskie (Christliche Vereinigung). Osią sporu była przynależność opactwa Sankt Gallen oraz okolicznych miejscowości (m.in. Turgowii), zamieszkałych w większości przez katolików; sporną kwestią było to, czy o wyznaniowym charakterze terytorium ma decydować zamieszkująca je ludność, czy też decyzja władcy. Zwingli dążył przy tym do militarnego rozwiązania konfliktu, szukając powodu do wojny. 
W maju 1528 r. mieszkańcy Zurychu stracili katolickiego feldfebla, a rok później mieszkańcy Schwyz spalili na stosie pastora Jakoba Kaisera. W początku czerwca 1529 Zurych i Berno przeciwstawiły się przejęciu władzy w dotychczasowych wolnych wsiach przez landwójta z Unterwalden. Wszystkie te wydarzenia stały się zarzewiem wojny; w efekcie 6 czerwca 1529 Zurych opanował miejscowości Bremgarten i Mellingen oraz część posiadłości należących do Turgowii i St. Gallen. Wojska zuryskie i zmierzające w ich ślad berneńskie pomaszerowały w kierunku miejscowości Kappel nad rzeką Albis, zajmując Turgowię oraz okolice Sankt Gallen. 7 czerwca miejscowości nieuczestniczące w konflikcie próbowały mediacji, jednakże 8 czerwca 1529 roku Zurych wypowiedział wojnę pięciu miastom należącym do Christliche Vereinigung. 
Dzięki staraniom Hansa Aebli z Glarus do walk jednak nie doszło. 26 czerwca doszło do zawarcia pierwszego pokoju kappelskiego, na mocy którego ustalono, że o przynależności wyznaniowej spornych obszarów zadecydują sami mieszkańcy w głosowaniu większościowym. Miasta katolickie musiały rozwiązać swój sojusz z Ferdynandem I, nie zezwoliły jednak na wprowadzenie u siebie swobody wyznawania religii ewangelickiej, czego domagał się Zwingli. Pokój nie trwał jednak długo, a kolejne nieporozumienia między wyznawcami nowej i starej wiary doprowadziły do kolejnej wojny (II wojna kappelska) w roku 1531.